# 606
606(육백육)은 605보다 크고 607보다 작은 자연수다.

## 수학
- 합성수로, 그 약수는 1, 2, 3, 6, 101, 202, 303, 606이다. 진약수의 합은 618이므로, 606은 과잉수다.
  - 제곱 인수가 없는 32번째 과잉수다. 이 성질을 지닌 앞의 수는 582, 다음 수는 618이다. (OEIS의 수열 A087248)
- 74번째 쐐기수다. 앞의 쐐기수는 602, 다음 쐐기수는 609다.
- 12번째 십일각수다. 앞의 십일각수는 506, 다음은 715다.
- 회문수다.
- {\displaystyle 606=89+97+101+103+107+109}
  - 연속하는 소수(素數) 6개의 합으로 나타낼 수 있으며, 이 성질을 지닌 앞의 수는 580, 다음 수는 630이다.
- {\displaystyle 606=11^{2}+14^{2}+17^{2}}
  - 공차가 3인 세 자연수의 제곱합으로 나타낼 수 있는 수다. 이 성질을 지닌 앞의 수는 525, 다음 수는 693이다.
- {\displaystyle 91^{4}-1}은 606으로 나누어떨어진다.

## 과학
- NGC 606(영어판): 물고기자리 방향에 있는 막대나선은하.

## 교통
- 고속도로
  - 유럽 고속도로 606호선: 프랑스 앙굴렘에서 보르도까지 이어지는 유럽 고속도로.
- 기타 도로
  - 606번 지방도: 충청남도 보령시 웅천읍 무창포해수욕장에서 청양군 남양면까지 이어지는 대한민국의 지방도.
  - 현도 제606호선

## 군사
- U-606(영어판): 제2차 세계 대전에 사용된 나치 독일의 군용 잠수함.

## 문화유산
- 대한민국의 보물 제606호: 문경 도천사지 동·서 삼층석탑

## 기타
- 날짜: 6월 6일
- 연도: 606년, 기원전 606년